# Masters de Roma 1990
El Abierto de Italia 1990 fue la edición del 1990 del torneo de tenis Masters de Roma. El torneo masculino fue un evento de los Super 9 1990 y se celebró desde el 14 de mayo hasta el 21 de mayo.  El torneo femenino fue un evento de la Tier I 1990 y se celebró desde el 7 de mayo hasta el 13 de mayo.

## Campeones

### Individuales Masculino
Thomas Muster vence a  Andrei Chesnokov, 6–1, 6–3, 6–1

### Individuales Femenino
Monica Seles vence a  Martina Navratilova, 6–1, 6–1

### Dobles Masculino
Sergio Casal /  Emilio Sánchez vencen a  Jim Courier /  Martin Davis, 7–6, 7–5

### Dobles Femenino
Helen Kelesi /  Monica Seles vencen a  Laura Garrone /  Laura Golarsa, 6–3, 6–4